# Naturschutzgebiet Eppendorfer Moor

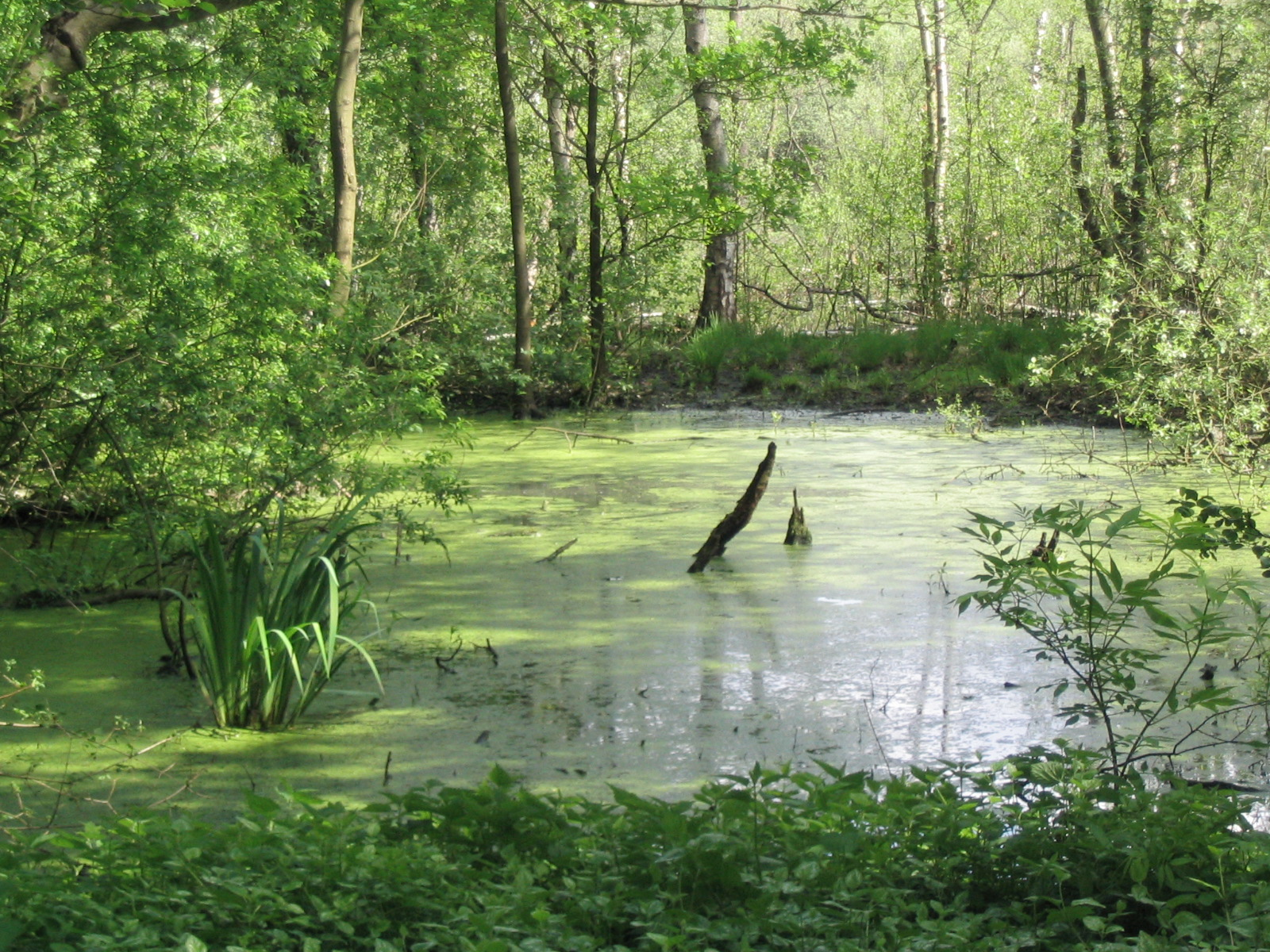
Tümpel

Das Naturschutzgebiet Eppendorfer Moor liegt zwischen der Alsterkrugchaussee und dem Flughafen Hamburg im Hamburger Stadtteil Groß Borstel an der Grenze zu Eppendorf. Mit einer Fläche von 26 Hektar ist es das viertkleinste Naturschutzgebiet der Hansestadt, jedoch das größte innerstädtische Moor Europas. Das Flachmoor (mit Hochmoorresten) entstand nach der letzten Eiszeit auf einer Flussterrasse und ist ein Rest der ehemals ausgedehnten feuchten Niederungen im Tal der Alster. Bis 1904 befand sich im Eppendorfer Moor ein Schießstand des Infanterie-Regiments Nr. 76, an den heute noch die gegenüber liegende Straße Kugelfang erinnert. Es steht seit 1982 unter Schutz und wurde im Januar 2015 von 15 auf 26 Hektar erweitert.
Im Zentrum des Moores befindet sich eine große Wasserfläche, die von einem Birken-Erlenbruchwald umgeben ist. Diese Kernzone geht in einen Stieleichen-Birkenwald über. Ein weiterer Laubbaumgürtel trennt das Moor schließlich von der dichtbebauten städtischen Umgebung und den vielbefahrenen Straßen.
Das Schutzgebiet beherbergt 320 Pflanzenarten, davon 35 Arten von Moosen (1909 waren es noch 140 Arten) und 20 Baumarten. Im Moor wachsen Schilfröhricht, Schlankseggenried, Glocken-Heide, Weidengebüsch und Faulbäume. Hier vorkommende gefährdete Arten sind zum Beispiel das Sumpf-Blutauge, der Straußblütige Gilbweiderich und Gagelstrauch.
Die häufigsten Vögel sind Zaunkönig, Kohlmeise, Amsel, Rotkehlchen, Zilpzalp und Mönchsgrasmücke. Reviertreu sind seit 1998 Grauschnäpper, Kleiber, Sumpfmeise und Mäusebussard, seit 1999 auch der Zwergtaucher. In den 1990er Jahren, als viele abgestorbene Birken vorhanden waren, brütete hier auch der Kleinspecht, und in einigen Jahren bestand Brutverdacht für die Nachtigall. Beobachtet wurden auch die Misteldrossel sowie Fledermäuse. 1990 kamen im Eppendorfer Moor 641 Schmetterlingsarten vor, 78 davon sind in der Roten Liste der gefährdeten Arten verzeichnet.
Nicht nur heute ist das Moor dem Einfluss des Menschen ausgesetzt: Umweltgifte, Verkehrslärm, Nutzung als Erholungs- und Freizeitgebiet. Schon im Mittelalter wurden im Rahmen zunehmender Urbanisierung biologisch wertvolle Flächen zur Bebauung oder landwirtschaftlichen Nutzung entwässert und abgetorft. Als 1862 der Schießstand in das Eppendorfer Moor verlegt wurde, hat man das Gebiet in Teilen entwässert und in dem bis dahin baumfreien Moor Gehölze angesiedelt. Bis 1945 entwickelte sich daraus ein mit Weiden und Erlen durchsetzter Birkenwald, der in den Nachkriegsjahren aufgrund von Brennstoffarmut fast vollständig abgeholzt wurde. Dadurch konnte eine Vielzahl der ehemaligen Moor-spezifischen Flora und Fauna zurückkehren. Jedoch wurde 1948 bis 1950 aufgeforstet, um eine bevorstehende Auffüllung mit Bauschutt zu verhindern, und später beim Bau der Alsterkrugchaussee das Grundwasser abgesenkt. Dadurch verschwanden die meisten der Licht und Feuchtigkeit liebenden Pflanzen und Tiere erneut.
Rückschlüsse auf die Zerstörung des Moores lassen detaillierte Landschaftsbeschreibungen von Karl Höller (1914) zu, der das Landschaftsbild des frühen 20. Jahrhunderts beschreibt. Er berichtet über das zu diesem Zeitpunkt von einem Birken-, Weidenwald bestandene Moor: „so ist der Stadterweiterung (seit ca.1867, Anmerk. Verfasser) das früher in nassen Jahren kaum passierbare und an interessanten Pflanzen so reiche Eppendorfer Moor zum Opfer gefallen, denn was jetzt nach der Tieferlegung des Abflußgrabens noch nach geblieben ist, verdient kaum noch den Namen eines Moores und von seiner Pflanzenwelt ist vor allem seit der Freigabe des Schießstandes und der dadurch hervorgerufenen Völkerwanderung dahin kaum noch etwas vorhanden. Ja gewiß, Schilf, Binsen und Heidekraut sind noch da, aber die verschiedenen prächtigen Orchideen von früher habe ich nicht mehr finden können, und wie lange die zierliche Sumpfährenlilie sich noch halten wird, ist wohl auch halb entschieden“.
Um das Moor kümmert sich neben der Stadt Hamburg auch der Naturschutzbund Deutschland (NABU). Da das Gebiet keinen Anschluss mehr an seine natürliche Wasserversorgung hat, ist es in Trockenperioden bedroht. Die Moorfläche muss daher künstlich vom Aufwuchs von Sträuchern und Bäumen freigehalten werden. Im Waldgürtel breiten sich Himbeeren und Brombeeren aus, die durch Trockenheit und Nährstoffeintrag gefördert werden. Hinzu kommen Neophyten wie der Japanische Staudenknöterich und das kleine Springkraut. Die spezifische Moorvegetation lässt sich im Eppendorfer Moor nur noch durch gezielte Schutzmaßnahmen erhalten. Eine Wiederherstellung der ehemals artenreichen Biotoptypen ist aufgrund der durch die Wasserabsenkung inzwischen mineralisierten Moorböden sowie die veränderte pH-Werte- und Nährstoffsituation erschwert. Der Naturschutz konzentriert sich deshalb auf den Erhalt der heutigen Biotope.